# 轉筆

转笔连招技巧

轉筆（英文：Pen Spinning）是一項用不同的方法與技巧，以手指來轉動筆的休閒活動。可由多個不同的招式組合而成。
截至現在，轉筆的招式早已不少於500款，單一招式通常都較短。最容易的招式可以於幾個小時內就學懂，而比較複雜的招式則可能需十幾天甚至幾個月才可學會。
一些年輕人會將轉筆視為一種手部運動，與、Zippo、花切、疊杯、劍玉等項目並列，注重近距離觀看下的表演效果以及技術性，而TWPS臺灣轉筆論壇為Facebook上的轉筆社團，是台灣人用來交流轉筆的最大平台。也有些人將轉筆視為一種雜技項目，與丟擲技、空竹、水晶球等技藝歸為一類。雜耍基本上就是物件操控，使用棍、環、球等道具做出各種動作。由於轉筆者用的筆可算是短棍，而轉筆動作即是各種操控筆的方法，故轉筆可以視為雜耍的一個項目。雖然目前雜耍的圈子和轉筆的圈子交流仍然很少，但有許多玩短棍魔術或惡魔棍的玩家已在他們的表演中加入轉筆的元素。另一方面，轉筆者們也開始思考如何將各種雜耍的技法融到轉筆的表演之中。

## 發展

### 起源
轉筆是從何開始已不可考。在日本，轉筆早在一九七十年代末就已經流行起來，在當時被稱做「ペン回し」(pen mawashi) 或「浪人回し」(rōnin mawashi)。「浪人回し」的「浪人」是指高中畢業後未能立即考進大學，有一年空閒時間準備大學入學考試的年輕人，他們溫習得無聊時會轉筆，因而得名。對於一般人來說，轉筆只是讀書或聽課時無聊的手上活動而已，而不會刻意的去練習及研究。
最早開始有系統地研究轉筆的人是一位日本轉筆者Hideaki（近藤英章），近藤從就讀高校時期開始接觸轉筆，並且發展出一些招式，他也是首先將轉筆招式有系統地命名的人，並且在1997年建立了世界上第一個轉筆網站，網站中記載自己轉筆史及轉筆招式教學。許多日本人到此網站來學習轉筆、一起討論並研發新招式。後來在世界各地漸漸的出現了許多轉筆教學網站，比較著名的始創網頁如：新加坡高手Tohlz的PenstudioZ（2002~）、加拿大華裔高手nhk_9的The Troposphere 對流層轉筆網站（2003~）、高手Patrick Szeto的Pencil Spinning（1998~）...。隨著網際網路的傳播，轉筆這項技術逐漸發展開來。

### 交流活動
世界各地的轉筆者們在網路上成立許多轉筆的社群，藉由論壇討論的方式交流技巧，透過YouTube等空間發布自己的轉筆影片。
2007年，一位英國的大學生發起了第一次世界的轉筆大賽，來自各個國家的轉筆者們進行淘汰賽，拍攝自己的影片上傳至網路，由裁判評分，最後由韓國的KTH勝出。同年日本也成立了日本轉筆協會，對於國內進行轉筆的宣傳。
2008年，日本轉筆協會與製筆廠商合作生產了專門用來轉筆的轉筆專用筆在市面上販賣。在有贊助商的狀況下，日本轉筆協會於當年三月舉辦了第一次正式的現場轉筆比賽，Seven（大村龍貴）勝出，除了在日本，這場賽事也受到了世界各地媒體的報導。
2010年，香港商場APM借著農曆新年，舉辦一場名為「轉筆行大運」的轉筆比賽。 此次活動中邀請到了日本的Seven, Saizen，以及泰國的Peem, Lips來到香港進行表演。正式比賽則由澳門代表Winky及香港代表Fls作為評審，此次冠軍為香港轉筆者Eugene。

## 轉筆專用筆

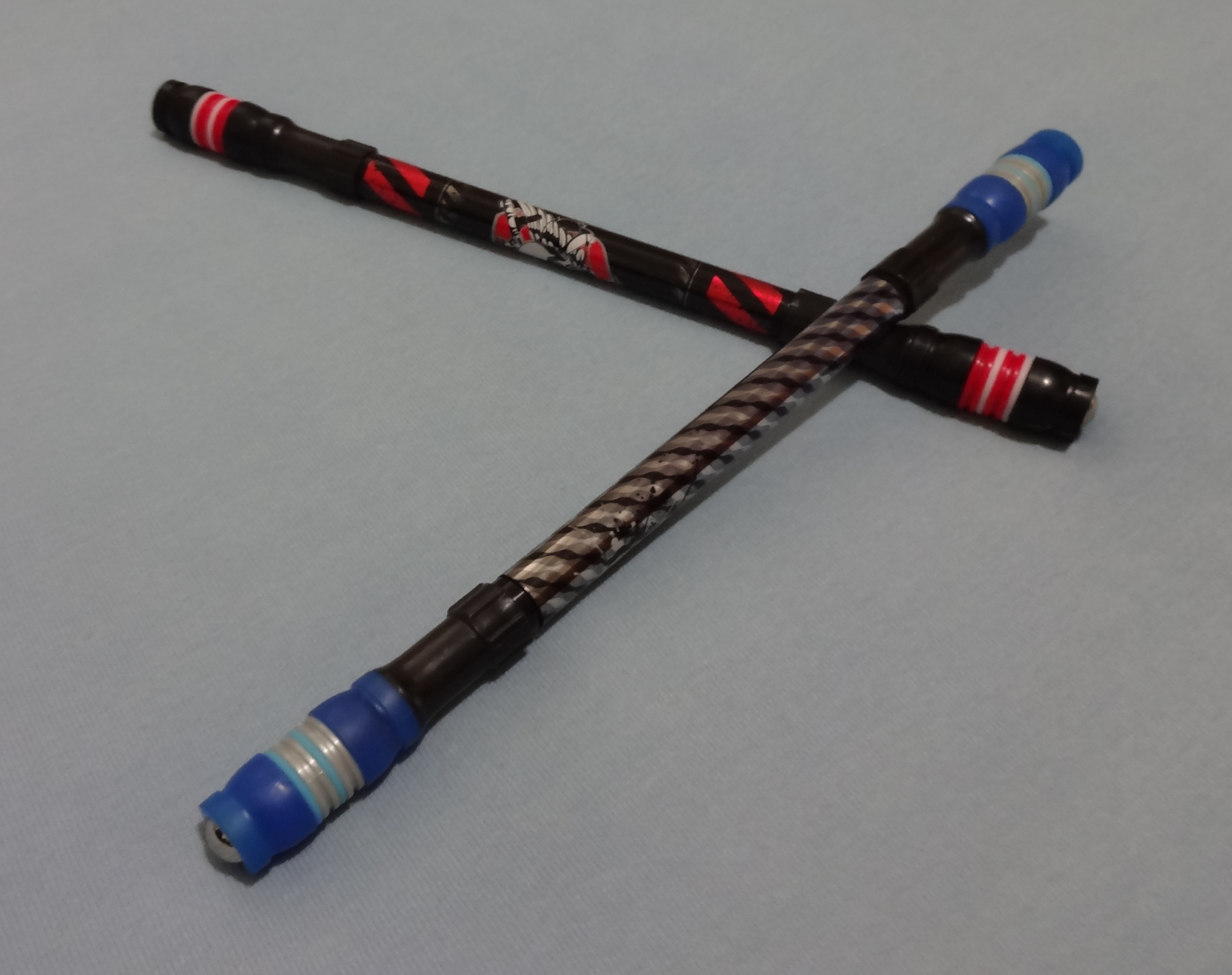
有些轉筆初學者使用的專用筆

由於一般的筆重量和長度無法滿足難度較高的招式，在轉筆界中，絕大多數的轉筆者都不是使用一般書寫的筆，而是使用改造過的筆，即為轉筆專用筆（簡稱專用筆）。大部分的專用筆是轉筆者們自行將筆改造而來，但現今日本轉筆協會已生產出專門設計來轉筆的專用筆－「Penz gear」及「Pen mawashi」，並且在市面上販售。韓國則有「Pendolsa」美國有「Pen Wish」都是專用筆的銷售網站。

## 基本名詞
轉筆招式的變化繁多，為了方便轉筆者們的交流，產生了各種詞語來描述轉筆的動作。

### 基本名詞介紹
- Trick－單招招式（單一的招式或複合招式）
- Combo－連接招式（由兩個以上的招式所組成）
- Freestyle－自由變化（任意的將各種招式組合）

### 招式名稱的涵義
- Normal－正向（通常省略）
- Reverse－逆向
- Inverse－用相反的手面轉相同的招式
- Rise－從小指轉到食指
- Fall－從食指轉到小指
- Harmonic－來回
- Fake－仿的
- Extended－延展

### 圈數
在轉筆招式的表記法中，通常使用數字以代表該招式所轉的圈數。 範例：繞著大拇指轉並在拇指上停留兩圈表記做ThumbSpin 2.0。

### 手指位置
同一種轉筆招式常能使用不同的手指位置做出，因此產生了手指位置的表記法，以T（拇指英語Thumb的首字母）、1、2、3、4分別代表拇指（T)、食指（1）、中指（2）、無名指（3）、小指（4）。範例：使用中指（2）和小指（4）持筆時，記為24；從中指無名指（23）之間轉Sonic Normal這個招式至食指中指（12）之間，記為Sonic Normal 23-12。

## 基本招式
要成為一個經驗豐富的轉筆手，一定要熟練地懂得以下幾個著名的基本招式：(以右手為標準)(實際上應以自己轉筆時常運用的手作準)

### Thumb Around

Thumb Around

通常將筆夾在姆指和中指之間，以拇指為軸心，中指推筆，逆時鐘旋轉，最後用拇指和食指捉住。此招式相較容易學習，因此比其他招式更為普及。
從這招式衍生出來的招式有
- Thumb Around Normal （页面存档备份，存于）（通常將筆夾在拇指和中指之間，以拇指為軸心，中指推筆，逆時鐘旋轉）

- Thumb Around Reverse （页面存档备份，存于）（通常把筆放在大拇指食指中指之間，以拇指為軸心，食指推筆，順時鐘旋轉）

- ThumbAround Harmonic（不斷重複Thumb Around Normal和Thumb Around Reverse）

Fingerless Thumb Around Reverse

- Fingerless Thumb Around Normal （页面存档备份，存于）（用虎口夾住筆，以大拇指為軸心用手腕的力量使筆逆時鐘旋轉）

- Fingerless Thumb Around Reverse（用虎口夾住筆，以大拇指為軸心用手腕的力量使筆順時鐘旋轉）

- Fingerless Thumb Around Harmonic（不斷重複Fingerless Thumb Around Normal和Fingerless Thumb Around Reverse）

- Double Thumb Around Normal （页面存档备份，存于）（Thumb Around Normal接Fingerless Thumb Around Normal）

- Double Thumb Around Reverse（Thumb Around Reverse接Fingerless Thumb Around Reverse）

- Continuous Thumb Around Normal（不斷重複Thumb Around Normal）

- Continuous Thumb Around Reverse（不斷重複Thumb Around Reverse）

- Extended Thumb Around Normal （页面存档备份，存于）（通常把筆放在大姆指和中指之間，以姆指為軸心，中指推筆，逆時鐘旋轉一圈，碰到食指時再逆時針旋轉一圈）

- Extended Thumb Around Reverse（通常把筆放在大拇指食指中指之間，以食指為軸心，用手腕的力量使筆順時鐘旋轉一圈，碰到大拇指時再順時鐘旋轉一圈，使筆滑入大拇指中指無名指之間）

- Fingerless Extended Thumb Around Normal（用虎口夾住筆，以大拇指為軸心用手腕的力量使筆逆時鐘旋轉一圈，碰到食指時再逆時鐘旋轉一圈）

- Fingerless Extended Thumb Around Reverse（把筆放在食指和中指之間，以食指為軸心，用手腕的力量使筆順時鐘旋轉一圈，碰到大拇指時再順時鐘旋轉一圈，使筆滑入大拇指中指無名指之間）

### Finger Pass

FingerPass

Finger Pass的意思是將筆在四隻手指之間旋轉，並不使用拇指作平衡。筆從一個方向開始，無論是順時針還是逆時針方向不停地轉。
如果想看看Finger Pass的例子，可以看詹姆斯·龐德的電影黃金眼。但是伯里斯所表演的Finger Pass只是使用3隻手指而不是4隻。
從這招式衍生出來的招式有Finger Pass Normal （页面存档备份，存于）（由食指和中指夾筆，經手心先旋轉到無名指和尾指之間，再經手背繼續轉到食指和中指之間）、Finger Pass Reverse （页面存档备份，存于）（由食指和中指夾筆，經手背先旋轉到無名指和尾指之間，再經手心繼續轉到食指和中指之間），及Triangle Pass（使筆在三隻手指的指腹之間旋轉)

### Sonic

Sonic

Sonic Normal是一項很容易的招式，招式背後的意義是把筆快速由一個指間轉到另一個指間。因為這招式可以在很短時間完成，它的名字「Sonic」就是來自很著名的電視遊戲角色，喻意是他的速度。
Normal （页面存档备份，存于）開始時先要把筆像Charge（參看下一節）一樣地轉。當你轉到0.5個圈的時候，把中指壓下，將食指代替中指控筆。最後，將食指壓下，因為要由中指代替無名指把筆夾著。
從這招式衍生出來的招式有Sonic Reverse （页面存档备份，存于）、Sonic Harmonic、Sonic Rise、Sonic Fall等數十多款

### Charge

Charge

Charge原名Finger Twirl，在Sonic出現後改名為Charge，喻意音速小子加速前的蓄勢動作。Charge是由兩隻手指運動而成，令筆快速轉動。這招式有時亦會被鼓手以鼓棍表演。
由Charge衍生出來的招式有Charge Normal （页面存档备份，存于）、Charge Reverse （页面存档备份，存于）、Double Charge等數款。

### Infinity
Infinity是使用筆的尾部作旋轉，而不是像太多數招式以筆的中心點作軸心旋轉。
Infinity開始時先用拇指及食指夾住筆尾，然後把筆放後，以中指取代拇指夾住筆，這時你會發現筆會變成向外，所以下一步就是將筆擺回向內，在用拇指取代中指夾住筆，如此繼續重複動作。
從這招式衍生出來的招式有Infinity Normal （页面存档备份，存于）、Infinity Reverse、Double Infinity Normal、Double Infinity Reverse等最少十多款。

### Spin

Thumb Spin

Spin系列的招式是使筆在手指上停留至少一圈。ThumbSpin要轉一圈比較簡單,多加练习可以达到更多圈，但仅靠运气转出的不是合格的Spin。Spin后的数字通常指圈数。
從這招式衍生出來的招式有Thumb Spin（在Thumb Around中，筆到拇指上時，停留多轉幾圈）、Back Spin（在Back Around中，筆在手指背上時，停留多轉幾圈）、Basketball Spin（讓筆在食指指腹上旋轉）、Palm Spin（使用Thumb Around的最後，筆會轉到虎口，前一刻張開手掌，讓筆在手掌上旋轉。)、及Spider Spin（使用Thumb Around的最後，和Palm Spin類似，當筆轉到虎口的前一刻，做出蜘蛛人的手勢，讓筆在彎曲的中指和無名指上旋轉)

### Tap
Tap系列的招式的共同地方就是都是以手指輕彈為動力，使得筆旋轉。Tap系列有Half Tap、Full Tap、Back Tap Normal、Back Tap Reverse等。
Half Tap和Full Tap的轉動方法一樣，只是接的時間不同。首先將拇指和中指以「蓮花手」的形式放在一起，在上面放上筆，而食指在旁，之後以食指將筆輕輕一彈，筆就會在虎口旋轉，假如你在旋轉半周時接著就是Half Tap；在旋轉一周時接著就是Full Tap。
而Back Tap Normal是把筆放在手背的食指和中指之間，然後以中指輕輕一推，在旋轉半周後把筆接著。Back Tap Reverse就是Back Tap Normal的反轉版。

## 連續招式
連續招式（Combo）的意思是將很多的單一招式連貫在一起。連續招式需要在打好基本功後才可學習，連續招式可以有特定的步驟，也可以沒有特定的步驟，只是隨意發揮出來即可的Freestyle。現在轉筆界已發明出不同的連續招式，有以Back Around為基本功的Reverse to Back Around、Continuous Thumb Around及Continuous Back Around等等。

## 转笔风格
根据转笔奥运会（PSO), 转笔风格分为6种：

#### Wiper
Wiper是握住笔的一端，通过让笔自由晃动以创造视觉效果。以这种转笔风格著名的转笔者有mind, beige, fukrou, kin等。

#### Power
Power连招用的招式大多不用手指推动，这种风格需要精准的技巧与较大的空间。以这种转笔风格著名的转笔者有Menowa*, i.suk, Supawit等。

#### XpXh
标题中p代表笔（pen),  h代表手（hand), 2p1h 为两只手一支笔，1p2h为一只笔两只手。

#### Aestheticism
这种风格专注在视觉效果与让连招变得好看。这种风格的连招中表现得非常流利且没有空隙。

#### Stand up
Stand up 的意思其实不是站着转笔，而是让连招看起来像一个表演。请参考Youtube上的有关影片以了解更多。

#### Counters and taps
有时被简化为counter, 这种风格的连招笔需要一直变换转动的方向。

## 轉筆大型競賽
目前的轉筆世界大賽多為線上競賽的形式，分別為轉筆世界錦標賽（WT）、轉筆世界盃（WC）、轉筆奧運（PSO）三大世界級線上賽事。
近年來知名中國轉筆者EaglE，積極發展舞台性的現場轉筆世界大賽，自2013智高盃全國轉筆大賽（ZGT）後開始廣邀世界知名的轉筆高手參加，2018年發展為世界轉筆聯盟菁英賽全球總決賽（WPSAL）。

線上賽事：選手們上傳自己的競賽影片到YouTube上，再由世界各地專業評審評分進行的賽事。
- 轉筆世界錦標賽（WT）：於奇數年份舉辦，世界各地代表選手，以個人身分不分主題進行賽事對打。

- 轉筆世界盃（WC）：於偶數年份舉辦，世界各地代表組織事先選拔自己的代表選手，以團隊方式對打，每回合需準備不同主題之轉筆COMBO，例如:技術（Technical）、雙人（Double）、藝術（Artistic）、暴力（Power）、筆尖（Wipers）等，與對手進行競技。

- 轉筆奧運（PSO）：於偶數年份舉辦，分成不同主題，世界各地代表選手須事先選擇要參加的主題，並以個人身分與同主題的參賽者進行賽事對打，近年的主題有：美感（Aestheticism）、筆尖（Wipers）、多筆（Multipen）、折返（Counters）、雙手（Two hands）、站立（Stand up）、暴力（Power）、複雜（Complexity）。

現場賽事：在大型舞台上，現場展現個人及團體轉筆表演，再由資深轉筆評審進行評分的賽事。
- 智高盃全國轉筆大賽（ZGT）：在中國廣州現場舉辦的全國性轉筆大賽。

- 世界轉筆聯盟菁英賽全球總決賽（WPSAL）：在中國東莞現場舉辦的世界性轉筆大賽，邀請來自世界各地的高手代表，在現場舞台進行表演競技，分為個人及團體組賽事。

- 日本Naranja轉筆大賽（NPF）：日本雜耍道具公司Naranja與JEB（日本轉筆協會）合作舉辦的現場轉筆大賽。

## 世界各地轉筆組織
亞洲地區：
- 台灣（TWPS）
- 香港（HKPSA）
- 中國（PSH）
- 日本（JEB）
- 韓國（KIPS）
- 泰國（THPSC）
- 越南（VNPSC）
- 印尼（IPSC）
- 菲律賓（PHPS）
- 哈薩克（KzPSC）
- 馬來西亞（MYPSC）

歐洲地區：
- 法國（FPSB）
- 德國（GPC）
- 波蘭（PPP）
- 西班牙（SPSC）
- 比利時（BPSC）
- 列支敦斯登（LPSA）

其他地區：
- 國際轉筆論壇（UPSB／論壇已於2018年關閉）
- 轉筆工作坊（The Workshop／UPSB解散後的替代組織）

## 各國著名轉筆者
在轉筆界中，轉筆者們會將自己拍攝的轉筆影片放到網路上，或是參加轉筆競賽作為技術交流。若能在技術或風格上有重大進展或創新、在重大賽事或合片中表現優秀，就有可能成為著名的轉筆者。
 台灣 
- X1213 （页面存档备份，存于）／張以潤（台灣轉筆論壇TWPS創辦人／世錦賽WT15 第四名／WT11世錦賽 八強）
- Joey （页面存档备份，存于）／張之亮（台灣轉筆界傳奇改筆達人／知名轉筆專用筆Joey's DC、Taiwan Comssa發明人）
- Evolution （页面存档备份，存于）／李宗憲（台灣轉筆界早期技術流代表性轉筆者／轉筆招式FL IA x1088世界紀錄保持人）
- Rex （页面存档备份，存于）／陳智（轉筆招式Rex trick發明人／世界盃WC14 四強／世錦賽 WT11 16強）
- Minzian （页面存档备份，存于）／葉明仁（世界盃WC14 四強／世錦賽WT11 16強）
- Shakespeare （页面存档备份，存于）／鄭遠鴻（世界盃WC14 四強）
- PPM （页面存档备份，存于） ／吳宗諺（世界轉筆聯盟總決賽WPSAL19 團體冠軍／智高盃全國轉筆大賽ZGT13 冠軍／世界盃WC14 四強）
- Zuo／林晉璿（世界盃WC14 四強）
- MKSFT （页面存档备份，存于）／孟邑儒（世界盃WC14 四強／世界賽 WT15 八強／轉筆招式FL TA x863世界紀錄保持人）
- Herenz （页面存档备份，存于）／彭子恩（轉筆奧運 PSO18 Complexiy 冠軍）
- Mei （页面存档备份，存于）／黃品樺（轉筆奧運 PSO18 Complexity 亞軍）
- MG （页面存档备份，存于）／黃俊瑋（轉筆奧運 PSO20 Counters 亞軍）
- Dove （页面存档备份，存于）／吳東霖（轉筆奧運 PSO20 Aestheticism 亞軍）

鄧允禔 WPSA 亞洲盃 青年組亞軍
 中國大陸 
- Ian Jenson （页面存档备份，存于）／曾奕舒（轉筆招式魚尾創始人）
- Snow （页面存档备份，存于）／倪克逸（世錦賽 WT13 季軍）
- EaglE （页面存档备份，存于）／刁俊民（現場轉筆世界賽WPSAL創辦人之一／中國知名轉筆隊伍Spinny主理人／世界盃 WC14 亞軍）
- Airgear （页面存档备份，存于）／黃秋雄（中國轉筆界早期技術流代表性轉筆者／世界盃 WC12 八強）
- Nope （页面存档备份，存于）／黃靜豪（中國知名轉筆網紅）
- Eno （页面存档备份，存于）／孫志成（中國知名轉筆品牌伊諾創辦人）
- Vice （页面存档备份，存于）（世錦賽 WT15 季軍）
- Kagami（世錦賽 WT17 八強）
- cLear （页面存档备份，存于）（知名轉筆招式Basketball spin 發明人／世界盃 WC14 亞軍）
- Cloud （页面存档备份，存于）（世界盃 WC14 亞軍）
- GSL （页面存档备份，存于）（世界盃 WC14 亞軍）
- Orange （页面存档备份，存于）（世界盃 WC14 亞軍）
- Jin （页面存档备份，存于）（世界盃 WC14 亞軍）

 香港 
- LaYe （页面存档备份，存于）／黃夏誕（世界盃 WC14 八強）

 澳門 
- Kin （页面存档备份，存于）（世錦賽 WT11 亞軍 ／ 轉筆奧運 PSO18 Wipers 亞軍 ／轉筆奧運 PSO20 Wipers 亞軍）

 日本 
- Menowa* （页面存档备份，存于）（世錦賽 WT15 冠軍）
- Sutomo （页面存档备份，存于）（世錦賽 WT13 冠軍）
- Kay （页面存档备份，存于）（世界轉筆聯盟總決賽WPSAL19 個人冠軍）
- Ponkotu （页面存档备份，存于）（日本轉筆界以獨特風格著稱之傳奇高手／世界杯 WC10 四強 ／ 轉筆奧運 PSO20 Stand up 亞軍）
- Mesi （页面存档备份，存于）（世錦賽WT11 16強）
- HAL （页面存档备份，存于）（世錦賽 WT11 八強）
- Shadix（世錦賽 WT11 16強）
- Seven （页面存档备份，存于）／大村龍貴（日本錦標賽 2008年冠軍）
- Hideaki （页面存档备份，存于）／近藤英章（1997年日本第一個轉筆網站創辦人）
- Bonkura （页面存档备份，存于）／長井俊和（日本轉筆界傳奇高手／已於2007年逝世）

 韓國 
- KTH （页面存档备份，存于）（世錦賽 WT07 冠軍／第一位轉筆世界冠軍）
- Crew （页面存档备份，存于）（韓國轉筆界元老級傳奇轉筆者）
- Kipple（世界盃 WC12 四強）
- Tose（世界盃 WC12 四強）

 泰國 
- Peem （页面存档备份，存于）（轉筆暴力流招式創始人／世錦賽 WT09 冠軍／世界盃 WC10 冠軍／轉筆品牌Windwalk Pen Spinning創辦人）
- Supawit127 （页面存档备份，存于）（泰國轉筆傳奇人物／世界盃 WC10 冠軍／轉筆招式Switch Spread發明人）
- Sirapob （页面存档备份，存于）（世錦賽 WT17 冠軍）
- Dongza （页面存档备份，存于）（早期速度流代表性轉筆者／世界盃 WC10 冠軍）
- BaiMai（早期1P2H一筆兩手招式代表性轉筆者／世錦賽 WT11 16強）

 印尼 
- Gland （页面存档备份，存于）（印尼轉筆論壇IPSB主理人）
- Far （页面存档备份，存于）（世界盃 WC12 八強）
- Nadhif （页面存档备份，存于）（世界盃 WC12 八強）

 新加坡 
- Pixels （页面存档备份，存于）（新加坡代表性轉筆高手／世錦賽 WT15 八強）
- Tohlz （页面存档备份，存于）（新加坡 | 第一代轉筆網站PenstudioZ 創始人）

 菲律賓 
- Xound （页面存档备份，存于）（菲律賓代表性轉筆高手／世錦賽 WT15 亞軍）

 比利時 
- Ivabra （页面存档备份，存于）（世界杯WC10 亞軍）
- Gisele 8 （页面存档备份，存于）（世界杯WC10 亞軍）
- Littleboy （页面存档备份，存于）（世界杯WC10 亞軍）

 德國 
- Minwoo （页面存档备份，存于）（世錦賽WT09 亞軍）

 列支敦斯登 
- Baaron （页面存档备份，存于）（世錦賽WT13 八強）

 荷蘭 
- Eriror （页面存档备份，存于）（世錦賽WT07 亞軍）

 澳大利亞 
- i.suk （页面存档备份，存于）（世錦賽WT19 WT21 冠軍／轉筆奧運PSO18 Two hands 冠軍, 目前为唯一一个WT的两届冠军）

 法國 
- s777 （页面存档备份，存于）（世錦賽WT11 冠軍）
- Fel2fram （页面存档备份，存于）（世界杯WC12 冠軍）
- A13X （页面存档备份，存于）（世錦賽WT13 亞軍）
- Gollumsk8 （页面存档备份，存于）（世錦賽WT17 亞軍 ／ 世錦賽WT19 季軍 ／ 轉筆奧運PSO20 Multipen 亞軍）

 美國 
- Vicgotgame （页面存档备份，存于）（美國轉筆界傳奇人物／知名轉筆專用筆Vicgotgame Emboss Mod發明人）
- Kam ／Kuo, Fernando （页面存档备份，存于）（美國華裔 | Universal Pen Spinning Board及第一代轉筆網站Pentrix 創始人）

 加拿大 
- nhk_9／Chan, Darren （页面存档备份，存于）（加拿大華裔 | 第一代轉筆網站The Troposphere 創始人）

 巴西 
- DArKT （页面存档备份，存于）（世錦賽WT19 亞軍 ／ 轉筆奧運PSO20 Counters 冠軍）

## 影響
轉筆在學生之間的普及，產生了不少問題。例如學生在上課及考試時間練習轉筆時，掉筆發出的聲響及轉筆的動作影響其他同學的學習，且在課堂上轉筆亦會減低上課的注意力，也不尊重授課教師，因此部分教師會禁止學生轉筆。
另外，轉筆也能帶來好處，日本腦波研究專家「志賀一雅」說：「指尖的複雜動作，關係到了視覺與感觸的回饋，為了要做出正確的動作，而做的連續修正動作，是可以達到提升腦的活性化與防止老化的目的。」在練習轉筆招式時，可以增強手指的靈活度以及協調性，編排連結技及研究招式原理時也能訓練腦力。有些人有著轉筆者成績大多很差的刻板印象，其實不為然，例如已故的著名轉筆者長井俊和，他是日本名門京都大學的學生。
英國廣播公司（BBC）的雜誌報導英國研究稱轉筆等手部運動可以刺激大腦並有助提升專注力，因為人的小腦負責身體平衡及感官協調，轉筆可訓練手、眼及小腦。小腦活動同時，亦會刺激大腦的神經細胞，長期訓練有助提升專注力、記憶力及學習能力。

## 注譯
1. ↑  . tw.news.yahoo.com.   [2019-08-20]. （原始内容存档于2019-08-20） （中文（臺灣））.
2. ↑  . Reuters. 2007-09-07  [2019-08-20]. （原始内容存档于2019-08-20） （英语）.
3. ↑  . news.cgtn.com.   [2019-08-20]. （原始内容存档于2019-08-20）.
4. ↑   请检查|url=值 (帮助). .   [2019-08-20]. （原始内容存档于2016-01-01） （英语）.
5. ↑  Hongo, Jun. . The Japan Times Online. 2008-01-30  [2019-08-20]. ISSN 0447-5763. （原始内容存档于2019-08-20） （美国英语）.
6. ↑  . web.archive.org. 2006-10-21  [2019-08-20]. （原始内容存档于2006-10-21）.
7. ↑  . www.oocities.org.   [2019-08-20].
8. ↑  . web.archive.org. 2005-04-02  [2019-08-20]. 原始内容存档于2005-04-02.
9. 1 2  . www.penspinning.org.   [2019-10-01]. （原始内容存档于2021-01-20） （中文）.
10. ↑  . web.archive.org. 2006-10-24  [2019-08-20]. 原始内容存档于2006-10-24.
11. ↑  . Metro. 2007-02-14  [2019-08-20]. （原始内容存档于2021-05-16） （美国英语）.
12. ↑  . Apple Daily 蘋果日報.   [2019-10-04].[]
13. ↑  . Apple Daily 蘋果日報.   [2019-08-20].[]
14. ↑  . BBC Science Focus Magazine.   [2019-08-20]. （原始内容存档于2021-02-27） （英语）.
15. ↑  . ペン回し教室オンライン. 2019-02-06  [2019-08-20]. （原始内容存档于2021-09-30） （日语）.

## 外部連結

### 中文
- 台灣轉筆論壇（TWPS）
- 香港轉筆協會（HKPSA)[永久]
- 轉筆者之家 (PSH)（页面存档备份，存于）
- 對流層轉筆網站（页面存档备份，存于）

### 英文
- The Troposphere Pen Spinning Site (Since 2003)（页面存档备份，存于）
- Pentrix - Pen Spinning Revolution
- Universal Pen Spinning Board (UPSB)

### 日文
- 日本轉筆連盟（页面存档备份，存于）